# Dissoptera palauensis
Dissoptera palauensis är en tvåvingeart som beskrevs av Tokuichi Shiraki 1963. Dissoptera palauensis ingår i släktet Dissoptera och familjen blomflugor. Inga underarter finns listade i Catalogue of Life.